# Teresyne
Teresyne (ukrainisch Терезине; russisch Терезино Teresino) ist eine Siedlung städtischen Typs in der ukrainischen Oblast Kiew mit etwa 1600 Einwohnern (2014).

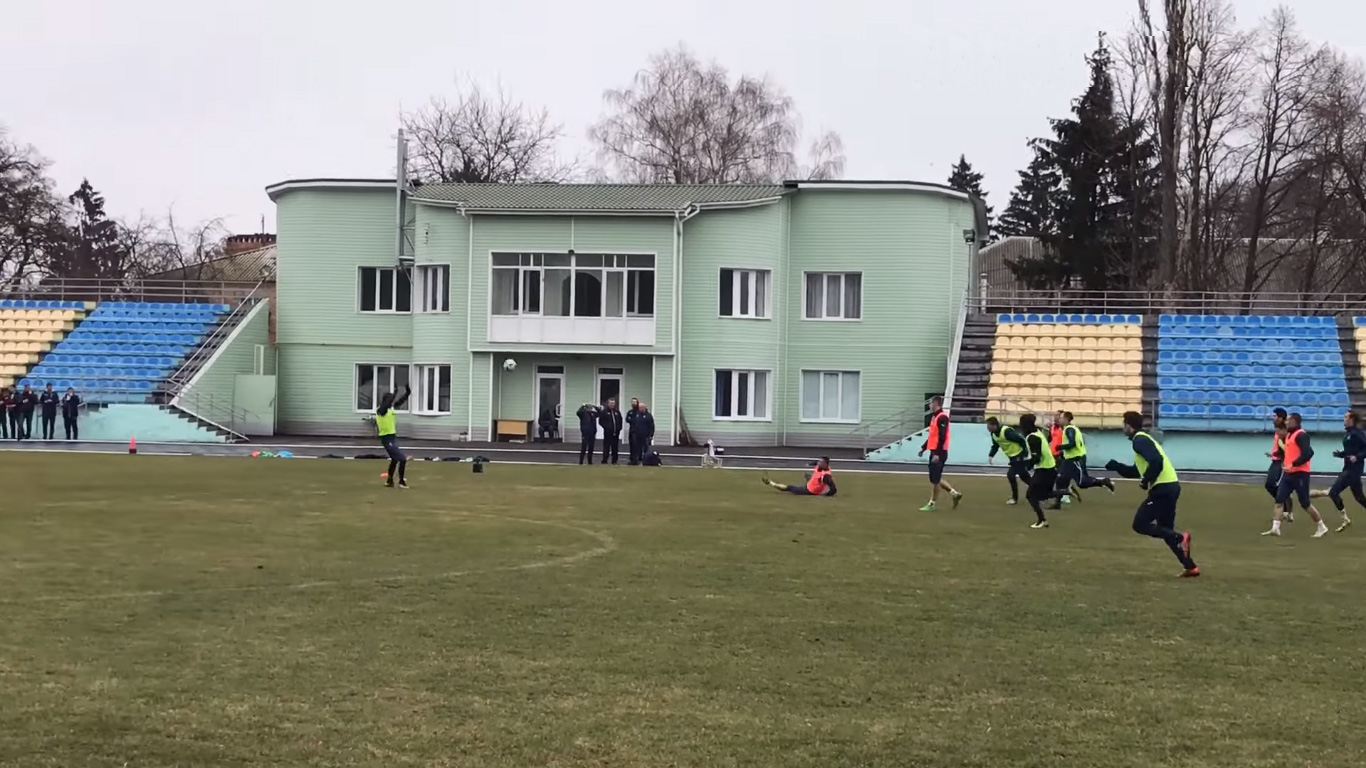
Stadion im Ort

Die im Norden des Rajon Bila Zerkwa liegende Ortschaft erhielt am 12. Januar 1987 den Status einer Siedlung städtischen Typs und befindet sich 12 km nördlich des Stadtzentrums von Bila Zerkwa.
Am 12. Juni 2020 wurde die Siedlung ein Teil der neugegründeten Stadtgemeinde Bila Zerkwa, bis dahin bildete sie die gleichnamige Siedlungsratsgemeinde Teresyne (Терезинська селищна рада/Teresynska selyschtschna rada) im Norden des Rajons Bila Zerkwa.